# El año de la furia
El año de la furia es una película dramática hispano-uruguaya de 2020 dirigida por Rafa Russo y protagonizada por Alberto Ammann, Joaquín Furriel, Daniel Grao, Martina Gusman, Sara Sálamo y Maribel Verdú.

## Argumento
Ambientada en el Montevideo de 1972, un año antes del golpe de Estado de 1973, la trama sigue la vida de varios personajes: los guionistas de televisión Diego y Leonardo, el militar y torturador Rojas, la prostituta Susana, la española antifranquista y hostelera Emilia, y el la hija de este último, la luchadora política Jenny.

## Elenco
- Alberto Ammann: Diego
- Joaquín Furriel: Leonardo
- Daniel Grao: Rojas
- Martina Gusmán: Susana
- Sara Sálamo: Jenny
- Maribel Verdú: Emilia
- Paula Cancio: Lidia
- Miguel Ángel Solá: Silveira
- Sebastián Iturria: Sergio
- Juan Martín Gravina: Editor del "Marcha"

## Producción
La película es una coproducción hispano-uruguaya de Gona, Aliwood Mediterráneo Producciones y Cimarrón, con el apoyo de Ibermedia, ICAA y RTVE . Se rodó en Montevideo (escenas exteriores) y Madrid (escenas interiores).

## Estreno
La película se presentó en la 65.ª edición de la Semana Internacional de Cine de Valladolid (Seminci) en octubre de 2020. Distribuida por Filmax, se estrenó en las salas de cine de España el 28 de mayo de 2021.

## Recepción
El País consideró la película como una "más que digna aproximación al cine político, con marcados tintes melodramáticos". Alberto Luchini del periódico  El Mundo calificó la película con 3 de 5 estrellas, destacó sus personajes realistas, retratados con múltiples aristas y sin maniqueísmo, como lo mejor de la película.